# Suniti Namjoshi
Suniti Namjoshi (Mumbai, 1941) è una poetessa e scrittrice britannica di origini indiane, nota per la sua raccolta di miti e leggende Fiabe femministe (Feminist Fables, 1981) che rivisita in chiave femminista racconti e favole di diverse epoche e tradizioni culturali, dalle Mille e una Notte, ai poemi epici indiani, ai miti greci.
Ha prodotto numerose collezioni di favole e poesie, racconti, e più di una dozzina di libri per bambini. Le sue opere affrontano questioni come il razzismo, gli stereotipi di genere, l'omofobia, l'identità culturale e i diritti umani.

## Biografia
Suniti Namjoshi nacque a Mumbai nel 1941. Il padre, Manohar Vinayak Namjoshi, era un pilota della Hindustan Aircraft; morì nel 1953 a causa di un incidente aereo. La madre, Sarojini Namjoshi, faceva parte della famiglia reale del principato di Phaltan, in MaharashtraSuniti ricevette un'educazione privilegiata. Frequentò il college di Woodstock ai piedi dell'Himalaya e, dopo la morte del padre, venne mandata nell'istituto fondato dal filosofo Jiddu Krishnamurthi, il Rishi Valley, in Andhra Pradesh.
Lavorò per un paio d'anni nel servizio amministrativo indiano e nel 1967 pubblicò il suo primo libro di poesie, Poems. In seguito decise di riprendere gli studi trasferendosi in Canada, dove frequentò il corso di pubblica amministrazione presso l'Università del Missouri. Dopo aver conseguito un dottorato di ricerca alla McGill University con una tesi su Ezra Pound, nel 1972 iniziò la sua attività di insegnante (letteratura inglese) all'università di Toronto.
Nel 1971 produsse nuove raccolte di poesie, come More poems e Cyclone in Pakistan. Una svolta nella sua carriera avvenne tra il 1978 e il 1979, quando l'autrice si prese un anno sabbatico che trascorse in Inghilterra. Fu proprio in quel periodo che, grazie alla corrispondenza con l'amica Hilary Claire, cominciò il suo interesse per i movimenti femministi e di liberazione omosessuale. Fu particolarmente influenzata dalle opere di Virginia Woolf, Adrienne Rich, e dell'attivista Kate Millett, nota per il libro Sexual Politics. Nel 1987 decise di dedicarsi a tempo pieno alla scrittura.
Dal 1995 al 2001 è stata ricercatrice per il Women's Studies Centre all'Università di Exeter.
Vive nella contea di Devon con la scrittrice inglese Gillian Hanscombe.

## Temi e stile
Suniti Namjoshi è una donna indiana, femminista e lesbica che ha scelto di studiare e vivere in occidente. Viene considerata una scrittrice della diaspora indiana. Le sue opere sono scritte in inglese, la sua seconda lingua ufficiale, simbolo della colonizzazione e dell'educazione, ma al loro interno vi è sempre traccia delle sue origini hindu. Il suo linguaggio è dunque arricchito da storia, cultura e tradizione.
Le sue opere più conosciute, perlopiù favole e fiabe, trattano in chiave poetica e con un tocco di comicità temi impegnati come la diversità di genere, il razzismo e l'omofobia, e sono quindi adatte anche ai bambini. Suniti reinventa mondi incantati dove nulla è come ci si aspetta e in cui il diverso viene apprezzato. Il suo fine è quello di riadattare e riscrivere le favole e i miti classici della letteratura occidentale in una chiave più moderna, eliminando la basi eterosessiste e patriarcali. Nei suoi racconti introduce elementi filosofici tipici della cultura hindu, come l'armonia dell'esistenza, che i lettori occidentali spesso faticano a cogliere, e rivaluta la mostruosità di quei personaggi che si è soliti considerare come bestie.
L'autrice dichiara che il suo rapporto con le fiabe è legato alla sua passione per la matematica. È una materia che segue schemi, formule e regole, ma se si cambia un dato alla base, tutto il resto muterà di conseguenza, compreso il risultato finale.
Il suo stile viene definito verbal-economy: nonostante scriva in prosa, l'autrice preferisce l'uso dei simboli, elementi tipici della poesia, perché in grado di esprimere meglio il suo pensiero. Le sue opere spesso cominciano con un'immagine simbolica e i protagonisti sono gli animali, con comportamenti e caratteristiche inaspettati, come ad esempio un asino blu, una mucca sacra e lesbica, o una scimmia con un occhio solo. Animali appartenenti a un mondo parallelo e fantasioso creato dall'autrice, che assumono un ruolo fondamentale: negando o sovvertendo i pregiudizi o i modi di dire che si è soliti associare alla loro specie, riescono a impartire una lezione morale al lettore.

## Opere principali
Feminist Fables, pubblicata nel 1981, è la sua prima raccolta, e segna quello che sarà poi il percorso di scrittura dell'autrice. Si tratta di una rivisitazione di fiabe occidentali, miti della storia greca e orientale, da cui emergono riflessioni sulle condizioni delle donne ematiche sociali più vicine all'autrice e alla sua storia.
The Conversations of Cow (1985) e The Mothers of Maya Diip (1989) testimoniano le difficoltà incontrate dalla scrittrice nel rivelare la propria omosessualità in India, nonostante l'appartenenza a una classe sociale elevata, e nel manifestare il suo femminismo, in una società dove era ancora molto radicato il potere patriarcale. Queste sono alcune delle ragioni che spinsero Namjoshi a trasferirsi in Occidente.
Because of India (1989) è una raccolta di poesie e racconti autobiografici in cui emerge la doppia visione del mondo dell'autrice, che conobbe sia le dinamiche della società orientale che di quella occidentale. Nell'opera emerge l'impegno di Suniti Namjoshi contro il razzismo e i pregiudizi sul genere e sulla sessualità. Allo stesso tempo, l'autrice affronta la difficoltà dello scrivere storie sull'India in un'altra lingua, l'inglese.
Goja: an autobiographical Myth (2000) è incentrato sulla relazione madre-figlia. Scritto dall'autrice dopo la morte della madre, rappresenta un tentativo di riconciliarsi con lei, e con altre figure come la nonna e la sua serva Goja, tutte decedute. Durante l'infanzia Namjoshi aveva sofferto per la scarsa attenzione che la madre le riservava, e per la sua assenza. In Goja riflette su questi sentimenti e contemporaneamente sulla condizione in cui vivevano in quegli anni le donne in India, compresa sua madre. Attraverso il personaggio che rappresenta sé stessa, crea una strategia discorsiva che le permette di esplorare e approfondire la sua identità senza interferire con la narrazione.
Il personaggio più conosciuto dei suoi racconti per bambini è la principessa Aditi, che fa la sua comparsa in una serie di racconti fantastici pubblicati nel 1986. Con la scimmia con un occhio solo verrà riproposta in seguito anche in altri racconti.
Nel 2012 Suniti pubblica The Fabulous Feminist, una raccolta di tutte le sue migliori poesie e prose, selezionate dalla scrittrice stessa, il cui scopo è introdurre il lettore nel suo mondo e invogliarlo ad esplorare i suoi testi.

### Romanzi
- 1981, Feminist Fables, London: Sheba Feminist Publishe
Fiabe femministe, Venezia, Supernova, 1998
- 1985, The Conversations of Cow, London: The Women's Press
- 1988, The Blue Donkey Fables, London: The Women's Press
- 1989, The Mothers of Maya Diip, London: The Women's Press
- 1989, Because of India: Selected Poems and Fables, London: Onlywomen Press
- 1993, Saint Suniti and the Dragon, North Melbourne: Spinifex
- 1996, Building Babel, North Melbourne: Spinifex
- 2000,  Goja: An Autobiographical Myth, North Melbourne: Spinifex
- 2012, The fabulous feminist : a Suniti Namjoshi reader; New Delhi: Penguin India

### Poesia
- 1967, Poems, Calcutta: Writers Workshop
- 1971, More Poems, Calcutta: Writers Workshop
- 1971, Cyclone In Pakistan, Calcutta: Writers Workshop
- 1980, The Jackass and the Lady, Calcutta: Writers Workshop
- 1982, The Authentic Lie, Fredericton, N.B.: Fiddlehead Poetry Books
- 1984, From the Bedside Book of Nightmares, Fredericton, N.B.: Fiddlehead Poetry Books & Goose Lane Editions
- 1986, Flesh and Paper, (with Gillian Hanscombe) UK: Jezebel Tapes and Books
- 1989, Because of India: Selected Poems and Fables, London: Onlywomen Press
- 2006, Sycorax: New Fables and Poems, New Delhi: Penguin Books
Istantanee di Caliban ; Sycorax , Napoli, Liguori, 2007 ISBN 978-88-207-4148-8
- 2012, The Fabulous Feminist: a Suniti Namjoshi Reader, New Delhi: Zubaan

### Libri per bambini
- 1986, Aditi and the One-Eyed Monkey, London: Sheba Feminist Publishers
- 2002, Aditi and the Thames Dragon, Chennai, India: Tulika Publishers
- 2004, Aditi and the Marine Sage, Chennai, India: Tulika Publishers
- 2005, Aditi and the Techno Sage, Chennai, India: Tulika Publishers
- 2007, Aditi and Her Friends Take on the Vesuvian Giant, Chennai, India: Tulika Publishers
- 2007, Aditi and Her Friends Meet Grendel, Chennai, India: Tulika Publishers
- 2007, Aditi and Her Friends Help the Budapest Changeling, Chennai, India: Tulika Publishers
- 2008, Aditi and Her Friends In Search of Shemeek, Chennai, India: Tulika Publishers
- 2009, Gardy in the City of Lions, Chennai, India: Tulika Publishers
- 2009, Siril and The Spaceflower, Chennai, India: Tulika Publishers
- 2009, Monkeyji and the Word Eater, Chennai, India: Tulika Publishers
- 2009, Beautiful and the Cyberspace Runaway, Chennai, India: Tulika Publishers
- 2012, Blue and Other Stories, (art work Nilima Sheikh). Chennai, India: Tulika Publishers
- 2014, Little i, Chennai, India: Tulika Publishers

### Traduzioni
- 1968, Poems of Govindagraj by Ram Ganesh Gadkari. Translated by Suniti Namjoshi and Sarojini Namjoshi. Calcutta: Writers Workshop